# Три мушкетёра: Миледи
«Три мушкетёра: Миледи» (фр. Les Trois Mousquetaires: Milady) — французский художественный фильм 2023 года, вторая часть кинодилогии, созданной по мотивам романа Александра Дюма «Три мушкетёра». Продолжение картины «Три мушкетёра: Д’Артаньян», в котором главные роли снова сыграли Франсуа Сивиль, Ева Грин и Венсан Кассель. Фильм был номинирован на премию «Сезар» в шести номинациях и победил в одной — «Лучшие декорации».

## Сюжет
Действие фильма происходит во Франции в 1627 году, когда религиозное противостояние перерастает в открытую войну: королевская армия осаждает Ла-Рошель. д'Артаньян пытается найти похищенную возлюбленную, Констанцию Бонасье, а одновременно раскрывает заговор, направленный против короля Людовика XIII. Констанция погибает из-за козней миледи Винтер, д'Артаньян убивает миледи и становится капитаном королевских мушкетёров.

## В ролях
- Франсуа Сивиль — д’Артаньян
- Ева Грин — Миледи Винтер
- Эрик Руф[фр.] — кардинал Ришелье
- Венсан Кассель — Атос
- Ромен Дюрис — Арамис
- Пио Мармай — Портос
- Луи Гаррель — Людовик XIII
- Вики Крипс — Анна Австрийская
- Лина Кудри — Констанция Бонасье
- Джейкоб Форчун-Ллойд[фр.] — герцог Бекингем
- Марк Барбе[фр.] — де Тревиль
- Патрик Милле — Граф де Шале
- Жюльен Фрисон — Гастон де Франс
- Габриэль Альмаэр — Бенджамин де ла Фер
- Тибо Винсон[фр.] — Гораций Сен-Бланкар
- Ральф Амуссу[фр.] — Ганнибал
- Камилль Рутерфорд — Матильда
- Алексис Михалик — Вильнёв де Радис
- Иван Франек — Арденза

## Релиз и оценки
О начале работы над фильмом стало известно в феврале 2021 года. Производством занялась французская компания Pathe. Бюджет составил 60 миллионов евро, режиссёром стал Мартен Бурбулон, сценарий написали Матье Делапорт и Александр де Ла Пательер. Права на показ картины заранее купили французские каналы M6, OCS и Canal Plus, кинокомпании Constantin Film в Германии и DeAPlaneta в Испании. Съёмки начались летом 2021 года и шли параллельно со съёмками первой части.
5 декабря 2022 года появился первый трейлер. 13 декабря фильм вышел в театральный прокат во Франции.
На французском киносайте AlloCiné фильм получил 3,3 балла из 5. На сайте-агрегаторе отзывов Rotten Tomatoes его рейтинг составил 87 % при средней оценке 7,2 из 10. По единодушному мнению рецензентов с этого ресурса, картина «доказывает, что от современных экранизаций Дюма всё ещё можно получить бесшабашное удовольствие». На сайте Metacritic «Миледи» получила 74 балла из 100, что указывает на «в целом положительные отзывы».
Картина была номинирована на премию «Сезар» в шести номинациях и победила в одной — «Лучшие декорации».